# Шевченко Василь Васильович
Василь Васильович Шевченко (нар. 30 листопада 1967, Черкаська область) — український політик.

## Біографія
Проходив строкову службу в Радянській Армії у складі обмеженого контингенту радянських військ в Афганістані. Працював у гірничій промисловості.
У 1994 році закінчив економічний факультет Київського університету імені Тараса Шевченка за спеціальністю «Економіка і управління науковими дослідженнями та проектуванням». З 1997 по 2001 рік без відриву від виробництва проходив навчання в аспірантурі Інституту економіки НАН України за спеціальністю «Економіка та управління науково-технічним прогресом, інвестиційні та інноваційні процеси».
У 1995–1999 працює завідувачем відділу координації роботи регіональних Центрів сертифікатних аукціонів. З 1997 року займає посаду першого заступника директора Київського регіонального центру сертифікатних аукціонів. У 1999 році призначений директором Київського регіонального центру сертифікатних аукціонів.
У 1999–2005 роках працює директором філії «Київський аукціонний центр» Державної акціонерної компанії «Національна мережа аукціонних центрів». З 2002 — заступник генерального директора — директор філії «Київський аукціонний центр» Державної акціонерної компанії «Національна мережа аукціонних центрів». З 2004 року — заступник генерального директора у Центральному регіоні — директор філії «Київський аукціонний центр» Державної акціонерної компанії «Національна мережа аукціонних центрів».
Лютий — серпень 2002 працює заступником голови — директором Київської філії державної госпрозрахункової установи Агентства з питань банкрутства Міністерства економіки України.
У 2005–2006 роках займає посаду генерального директора промислового об'єднання «Укрпротез» Міністерства праці та соціальної політики.
У 2006–2007 — директор Київської регіональної філії державного підприємства «Центр державного земельного кадастру при Держкомземі України».
У 2007–2008 — заступник голови Центрального виконавчого комітету партії Народний союз «Наша Україна».
9 січня 2008 — 7 квітня 2010 — перший заступник Міністра транспорту та зв'язку України. Призначений Розпорядженням Кабінету Міністрів України від 9 січня 2008 р. № 59-р. Звільнений Розпорядженням Кабінету Міністрів України від 7 квітня 2010 р. № 797-р згідно з його заявою.
Від 17 грудня 2014 р. до 13 липня 2016 р. — перший заступник Міністра соціальної політики України.
Член партії Народний Союз «Наша Україна».
Нагороджений Почесною грамотою Кабінету Міністрів України, відзнаками Фонду державного майна України, інших міністерств і відомств.